# Ingeborg Fülepp

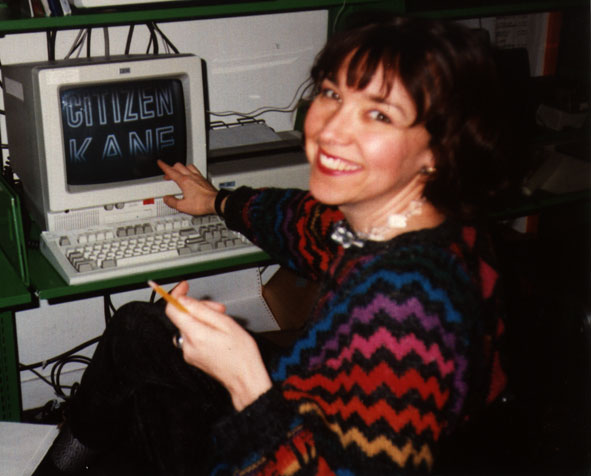
Ingeborg Fülepp (1988)

Ingeborg Fülepp (* 1952 in Zagreb, Kroatien) ist eine kroatische Medienkünstlerin, Hochschullehrerin, Kuratorin und Film-Schnittmeisterin.

## Leben
Sie studierte Filmschnitt und Filmanalyse an der Akademie für Darstellende Kunst an der Universität Zagreb und später Pädagogik, Videoschnitt und Interaktive Medien bei Carol Chomsky sowie Howard Gardner an der Harvard University in Cambridge, (USA) und bei Richard Leacock und Gloriana Davenport am Media Lab des Massachusetts Institute of Technology in den USA.

## Werk
Sie wirkte als Schnittmeisterin an vielen jugoslawischen Filmen und Fernsehserien und auch an internationalen Co-Produktionen, etwa von Dušan Vukotić, Branko Lustig, Horton Foote und Zoran Solomun, mit. 1978 begann sie ihre Laufbahn als Hochschullehrerin in Zagreb, danach war sie in London, am MIT, in den Niederlanden und seit 1992 auch in Deutschland, etwa an der Deutschen Film- und Fernsehakademie Berlin (DFFB), der „Konrad Wolf“ Hochschule für Film und Fernsehen Potsdam-Babelsberg und der Hochschule für Technik und Wirtschaft Berlin. Seit 2013 ist sie Professorin an der Akademie für Angewandte Kunst Universität Rijeka (Akademija primijenjenih umjetnosti Svečilišta u Rijeci). Von 2013 bis 2016 war sie Vice-Dekan für Auslandsbeziehungen. 2017 war sie Gründerin des Zentrums für Innovative Medien (Center for Innovative Media).
Seit 1990 arbeitet sie mit ihrem Ehemann und Partner Heiko Daxl auch unter dem Namen „mediainmotion“ und „dafü®“ zusammen auf den Arbeitsfeldern Kunstvermittlung, Film, Video, interaktive Multimediaprojekte, Videokunst und Videoinstallationen. Beide etablierten in Zagreb ab 1993 noch während des Krieges in Kroatien die Ausstellungsreihe Media-Scape mit internationaler Medienkunst am Museum für Zeitgenössische Kunst in Zagreb (bis 1999) und seit 2005 zusammen mit Jerica Ziherl in der Galerija Rigo und Muzej Lapidarium in Novigrad (Istrien) (Cittanova) in der kroatischen Region Istrien. Im Jahre 2006 wurde diese Programmreihe in Zusammenarbeit mit Noam Braslavsky unter dem Titel „Strictly Berlin“ in der Galerie der Künste (GdK) um den Standort Berlin erweitert.
Neben ihrem eigenen künstlerischen Œuvre, ihrer Lehrtätigkeit und ihrer Mitarbeit am Studio für Elektroakustische Musik der Akademie der Künste (Berlin) (1995–2002) haben sie im Rahmen von Konzerten und Theateraufführungen auch mit zeitgenössischen Komponisten wie Georg Katzer, Wolfgang Rihm, Hans-Joachim Hespos, Milko Kelemen, Frano Parac, Gerhard Stäbler, Mona Mur, Jorge Reyes, Steve Roach, Suso Saiz,  Amnon Wolman, Bert Wrede, Dror Feiler, Masami Akita (Merzbow), Zbigniew Karkowski, Elliott Sharp, Tobias PM Schneid, Valerio Pizzorno, Igor Kuljeric und Mario Verandi und den Ensembles Ensemble Modern, Zeitkratzer zusammengearbeitet.
Seit 1991 arbeiten sie (Daxl und Fülepp) gemeinsam als Künstlerpaar. Sie haben eine Vielzahl von Werken geschaffen, die ihre Experimentierfreude belegen und die sich stets in den Grenzgebieten des noch Unbekannten bewegen. Sie erkunden mit neuen Technologien andere und unbekannte optische und akustische Phänomene. Die Sinne, sowohl Hören, Sehen und Fühlen, werden stets ganz bewusst angesprochen und mit ihnen die Wahrnehmung des Betrachters irritiert. Daxl und Fülepp zeigen neue Wege der künstlerischen Auseinandersetzung mit technischen Möglichkeiten, die Klänge und abstrakte Bilder erzeugen, welche den Betrachter zu einer ganzheitlichen Aufnahme zwingen. Es geht ihnen darum, den Rezipienten dazu zu bringen, über die Realität nachzudenken, die ihm künstlich und auf technischem Wege vermittelt wird. (Barbara Barsch, ifa-Galerie Berlin, Institut für Auslandsbeziehungen, Mai 2005)
Ingeborg Fülepp lebt und arbeitet in Rijeka, Berlin und Zagreb.

## Stipendien und Förderungen
- Goethe-Institut, Schwäbisch Hall, 1982
- Joyce and Zlatko Baloković Fund / Yugoslav Academy of Science and Art, Zagreb, 1985/1986
- Edmund J. Curley Fellowship, Harvard University, 1986/1987
- William Schuman Fellowship, Harvard University, 1988
- Goethe-Institut, Berlin, 1992
- Ministarstvo Kulture (Ministerium für Kultur), Zagreb, 1993–1999
- Ministerium für Kultur, Hannover, 1993–1996
- Arbeitsstipendium Sommerakademie, Akademie der Künste Berlin, 1997
- Auswärtiges Amt, Bonn, 1997/1998
- Arbeitsstipendium „Male Promjene“, Stadt Zagreb, 1999
- Institut für Auslandsbeziehungen (IFA), Stuttgart, 2001

## Preise und Auszeichnungen
- Auszeichnung der Stiftung der Universität Rijeka für Lebenswerk
- Prevost-Förderpreis, Pula Film Festival in Pula für den Film ""Mad House" (Bester Schnitt), 1979
- Prix du public, Lausanne für den Film „Consecration of a Place“ (Bild-Ton-Schnitt), 1987
- Grand Prix, Paris und „UNESCO Festival Award“ für den Film „Consecration of a Place“ (Bild-Ton-Schnitt), 1990
- Grand Silver „Arena“, Pula Film Festival in Pula für den Film „Remembrance of Summer“ (Bild-Ton-Schnitt)1990